# Hồ Malomvölgy
Hồ Malomvölgy (tiếng Hungary: Malomvölgyi-tó) là một hệ thống hồ nước ở Hungary, bao gồm hồ Kökény và hồ Malomvölgy 2. Hệ thống hồ nước này cách thành phố Pécs 2 km, và tọa lạc ở khu bảo tồn thiên nhiên Malomvölgy.

## Lịch sử
Mục đích của việc tạo ra các hồ là để cung cấp nước cho khu bảo tồn thiên nhiên Malomvölgy. Các hồ chứa nước đã được bàn giao cho công chúng vào tháng 4 năm 1981. Nguồn nước của các hồ chủ yếu đến từ các dòng suối nhỏ.

## Hồ Kökény
Hồ Kökény nằm ở phía nam của hệ thống hồ, gần làng Kökény, với diện tích mặt nước là 9 ha, và có độ sâu từ 1 - 1,5 mét, có nơi đạt 6,6 mét.

## Hồ Malomvölgy 2
Hồ Malomvölgy 2 nằm ở phía bắc của hệ thống hồ với dện tích mặt nước là 20 ha. Độ sâu trung bình là 1,6 mét.

## Hoạt động giải trí
Xung quanh các hồ nước có công viên giải trí, sân bóng đá, lò sưởi và một số chỗ cung cấp nước uống. Vì hệ thống hồ Malomvölgy ngay gần thành phố Pécs, nên đây là nơi lý tưởng của những người chạy bộ và đi xe đạp. Hai đài quan sát ở khu vực gần đó cũng mang lại tầm nhìn tuyệt đẹp ra thành phố Pécs. Ngoài ra, các hồ cũng là địa điểm câu cá lý tưởng, được nhiều người câu cá ghé thăm hàng năm.